# Paul Josef Diamant
Paul Josef Diamant (geboren 12. Februar 1887 in Wien, Österreich-Ungarn; gestorben 30. April 1966 in Jerusalem) war ein österreichisch-israelischer Zionist und Familienforscher.

## Leben
Paul Josef Diamant war ein Sohn des Wiener Advokaten Max Diamant und einer Pressburger Bürgerstochter. Er besuchte das humanistische Erzherzog Rainer-Gymnasium, studierte in Wien und wurde sowohl 1921 in Jura als auch 1929 in Philosophie promoviert, die philosophische Dissertation hatte das Thema Sphragistik und Heraldik bei Juden. Er arbeitete als Rechtsanwalt und nebenher auch als Gutsverwalter und auch als Verleger des Buches William Hickling Prescott Eroberung  von Mexico  und  Eroberung  von  Peru, Wien 1899.
Diamant war ein Anhänger des Zionismus und war seit der Mittelschule in zionistischen Gruppen aktiv und Mitgründer der Jugendzeitschrift Unsere Hoffnung. Er war Delegierter beim Zionistischen Kongress 1911 und 1913. Diamant gründete 1913 ein Archiv für jüdische Familienforschung, Kunstgeschichte und Museumswesen, von dem nur zwei Jahrgänge erschienen. Er gehörte zu den Gründern des zionistischen Tagblatts, der Wiener Morgenzeitung der Jüdischnationalen Partei und des zionistischen Wochenblatts Der Judenstaat. Von 1914 bis 1918 war er Soldat im Ersten Weltkrieg im 4. Dragonerregiment und war stolz, dass in dem Verband sogar ein Enkel Kaiser Franz Josephs als Leutnant Dienst tat.
In der Österreichischen Ersten Republik leitete Diamant 1920 die zionistische Wahlpropaganda bei den Parlamentswahlen. 1923 war er im ersten Erscheinungsjahr Herausgeber der Zeitschrift Menorah in Wien. Diamant hielt sich nun häufig in Palästina auf. Im Jahr 1925 war er in Paris Mitgründer der von Wladimir Jabotinsky geleiteten revisionistischen Partei. Seit den arabischen Pogromen von 1929 war er in Palästina illegal tätig, unterstützte die Untergrundarmee Irgun Zwai Leumi und half 1938 bei der Flucht von europäischen Juden und ihrer illegalen Einwanderung (Alija Bet) nach Palästina. Nach dem Anschluss Österreichs 1938 lebte Diamant dauerhaft in Palästina, seit 1939 kultivierte er in Moza bei Jerusalem ein eigenes kleines Landgut. 1948 war das Gut zeitweilig von arabischen Kämpfern besetzt. Diamant war mit Sylvia Ebner, geborene Kohn (1892–1942) verheiratet, sie wurde im Juli 1942 im KZ Auschwitz ermordet.
Diamant war auch in Palästina und Israel weiterhin literarisch und wissenschaftlich tätig. Er schrieb über 150 Aufsätze und Broschüren, meist jüdisch-politischen und jüdisch-historischen Inhalts, darunter eine Studie über Theodor Herzls Vorfahren (1935) und eine Abhandlung über den Humanisten Paulus Weidner von Billerburg.

## Schriften (Auswahl)
- Sinn und Zweck der jüdischen Familienforschung. In: Archiv für jüdische Familienforschung, Kunstgeschichte und Museumswesen, Jg. 1 (1912–1913), Heft 1, S. 2–5 (Digitalisat).
- Elchanan Paulus und seine Beziehungen zu Kaiser Rudolf II. In: Archiv für jüdische Familienforschung, Kunstgeschichte und Museumswesen, Jg. 2 (1916), Heft 1–3, S. 17–24 (Digitalisat).
- Die Abkunft der Marquis de Galliffet und anderer provencalischer Adelsfamilien. In: Archiv für jüdische Familienforschung, Kunstgeschichte und Museumswesen, Jg. 2 (1916), Heft 1–3, S. 41–44 (Digitalisat).
- Zur Biographie des Baron Diego d'Aguilar. In: Archiv für jüdische Familienforschung, Kunstgeschichte und Museumswesen, Jg. 2 (1916), Heft 4–6, S. 14–16 (Digitalisat).
- Paulus Weidner von Billerburg (1525–1585), kaiserlicher Leibarzt und Rektor der Universität. In: Mitteilungen des Vereins für Geschichte der Stadt Wien. 13/14 (1933).
- Theodor Herzls väterliche und mütterliche Vorfahren. Bamberger & Wahrmann, Jerusalem 1934.
- Minna Diamant 1815–1840, ihre Freunde und Verwandten: Ein Briefwechsel aus der Biedermeierzeit. Hrsg., mit Vorrede u. Anm. vers. von Paul J. Diamant. Olamenu, Tel Aviv 1964.